# Henri III (roi de Castille)
Pour les articles homonymes, voir Henri et Henri III.
Henri III de Castille, dit Henri le Maladif (Enrique el Doliente) ou Henri l'Infirme, né le 4 octobre 1379 à Burgos et mort le 25 décembre 1406 à Tolède, fils du roi de Castille Jean Ier, de la maison de Trastamare, est roi de Castille et de León de 1390 à sa mort.
Il est le grand-père de la reine de Castille Isabelle la Catholique.

## Biographie

### Origines familiales et formation
Henri naît à Burgos, capitale du royaume de Castille, le 4 octobre 1379. 
Il est le fils de Jean Ier (1358-1390), lui-même fils de Henri II, fondateur de la dynastie des Trastamare.
Sa mère est Éléonore d'Aragon (1358-1382), fille du roi d'Aragon Pierre IV (1319-1387). 
Il a un frère, Ferdinand (1380-1416), roi d'Aragon à partir de 1412 sous le nom de Ferdinand Ier.
Sa mère meurt en couches le 13 août 1382. Son père se remarie alors avec Béatrice de Portugal. 
Son éducation est confiée à Inès Lasso de la Vega, épouse de Juan Niñoil, instruit par l'évêque de Tuy Diego de Anaya Maldonado et Álvaro de Isorna. Son tuteur est Juan Hurtado de Mendoza et son confesseur le dominicain Alonso de Cusanza.[pas clair]

### Mariage avec Catherine de Lancastre (1390)
En 1388, Jean Ier conclut un accord avec le prince anglais Jean de Gand, duc de Lancastre, prétendant à la couronne de Castille au nom de son épouse Constance de Castille, fille du roi Pierre Ier (Pierre le Cruel), tué en 1369 par le grand-père de Henri III, Henri de Trastamare, demi-frère illégitime de Pierre Ier, qui devient le roi Henri II. 
Jean de Gand renonce à ses droits et un contrat de mariage est établi entre sa fille Catherine de Lancastre, âgée de 14 ans, et le fils de Jean Ier, Henri, âgé de 10. 
Ce mariage met fin à un long conflit dynastique et renforce la position de la maison de Trastamare à la tête du royaume de Castille.

### Période de la régence (1390-1393)
Son père meurt des suites d'une chute de cheval en 1390. Le nouveau roi étant âgé de onze ans, un conseil de régence est mis en place en attendant sa majorité à 14 ans. Ce conseil est présidé par l'archevêque de Tolède. Henri III reçu en grande pompe à Madrid. 
Craignant que le comte de Castille et le duc de Benavente[Qui ?] se rebellent parce qu'ils ne font pas partie du conseil de régence, l'archevêque de Tolède et d'autres nobles s'enfuient[Où ?]. 
En 1391, les Cortès décident, dans le but de protéger le roi et d'éviter un soulèvement, d'inclure dans le conseil de régence le duc de Benavente, le comte de Trastamare et le maître de Santiago. Henri reçoit la visite d'ambassadeurs des royaumes d'Aragon, de Navarre et de France. 
Le 15 mars 1391, le peuple, excité par l'archidiacre d'Écija Ferrand Martinez, détruit les quartiers juifs et tue quelques juifs. Puis une épidémie s'abat sur Carmona, Ecija et Cordoue.

### Règne effectif
Durant son règne, la flotte castillane remporte plusieurs victoires contre les Anglais[pas clair]. 
En 1400, Henri ordonne à sa flotte de détruire Tétouan, une base pirate au Maroc. 
En 1402, Henri entreprend la colonisation des îles Canaries en y envoyant l'explorateur français Jean de Béthencourt. 
Il envoie également une ambassade conduite par Ruy Gonzáles de Clavijo auprès de Tamerlan.

### Mort et funérailles
À sa mort en 1406, il est inhumé dans la cathédrale de Tolède. 
Son fils Jean, qui n'a pas encore deux ans, lui succède, la régence revenant à Catherine de Lancastre

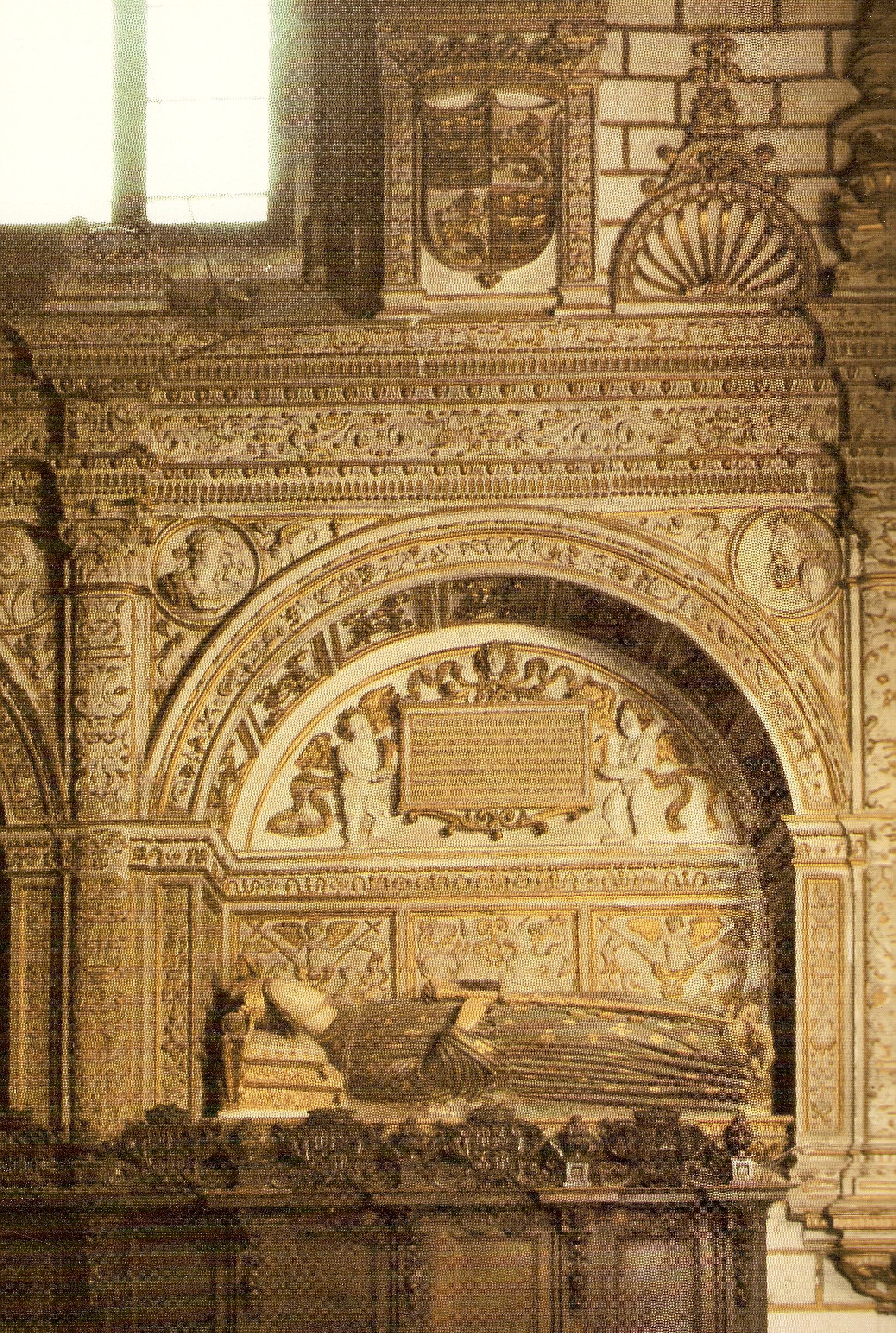
Sépulture d' de Castille dans la cathédrale de Tolède

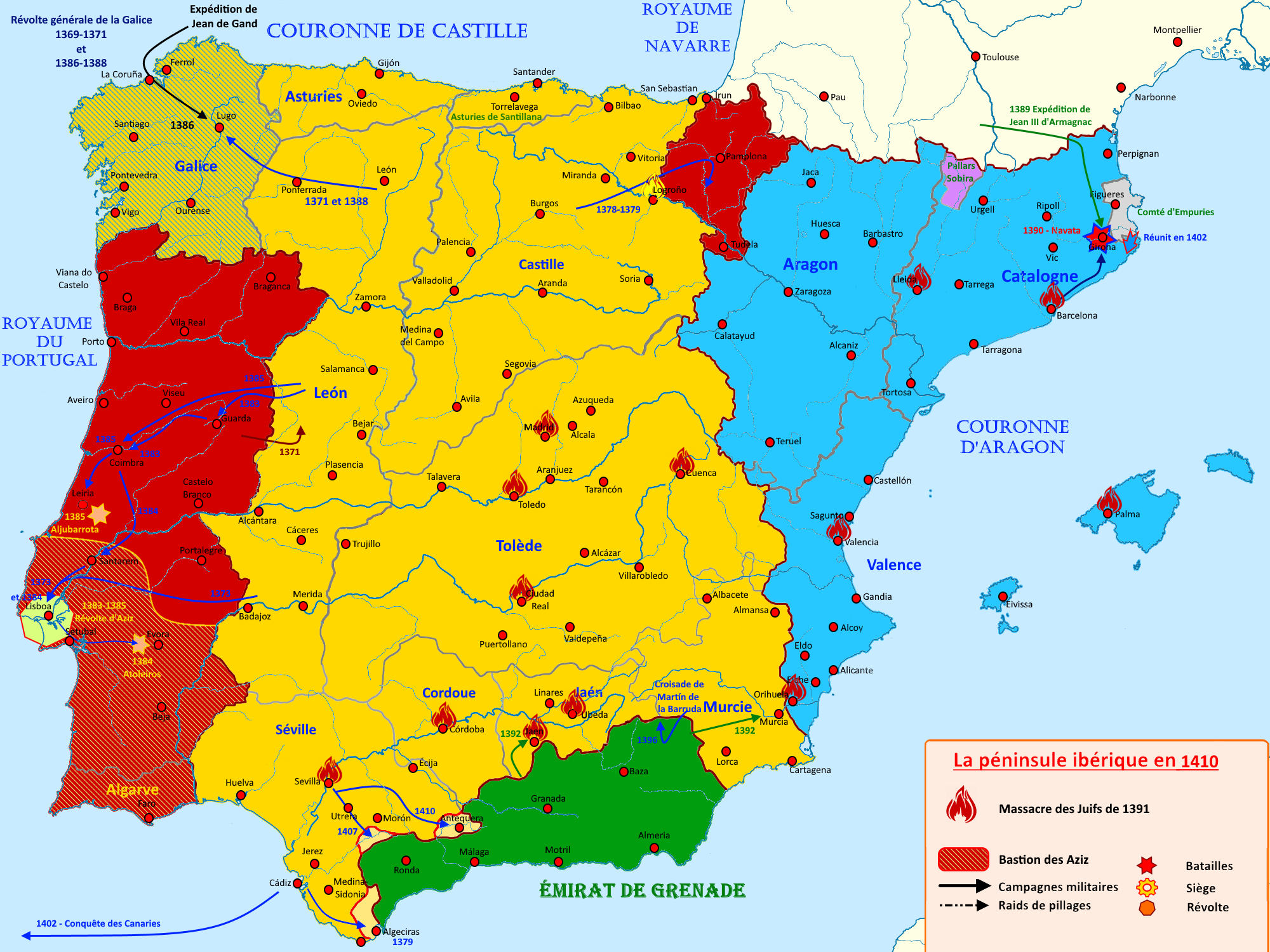
La couronne de Castille de 1369 à 1410

.

## Descendance
- Marie (1401-1458), qui épouse en 1415 Alphonse V d'Aragon.
- Catherine (1403-1439), qui épouse en 1420 Henri d'Aragon, duc de Villena (mort en 1445).
- Jean (1405-1454), qui lui succède sous le nom de Jean II et est le père d'Isabelle la Catholique.